# 32 Brygada Zmechanizowana (Bundeswehra)
32 Brygada Zmechanizowana (32 Brygada Grenadierów Pancernych) (niem. Panzergrenadierbrigade 32) – zmechanizowany związek taktyczny Bundeswehry.
W okresie zimnej wojny Brygada wchodziła w skład 11 Dywizji Zmechanizowanej i przewidziana była do działań w pasie Północnej Grupy Armii.

## Struktura organizacyjna
| Organizacja PzGrenBrig 32 w 1989 | Organizacja PzGrenBrig 32 w 1989    | Organizacja PzGrenBrig 32 w 1989 |
| Godło                            | Pododdział                          | Miejsce stacjonowania            |
| -------------------------------- | ----------------------------------- | -------------------------------- |
|                                  | dowództwo brygady                   | Schwanewede                      |
|                                  | 321 batalion grenadierów pancernych | Schwanewede                      |
|                                  | 322 batalion grenadierów pancernych | Schwanewede                      |
|                                  | 323 batalion grenadierów pancernych | Schwanewede                      |
|                                  | 324 batalion pancerny               | Schwanewede                      |
|                                  | 325 batalion artylerii              | Schwanewede-Neuenkirchen         |